# Prionispa gemmata
Prionispa gemmata is een keversoort uit de familie bladkevers (Chrysomelidae). De wetenschappelijke naam van de soort werd in 1876 gepubliceerd door Joseph Sugar Baly.